# Canton de Laferté-sur-Amance
Le canton de Laferté-sur-Amance est une ancienne division administrative française située dans le département de la Haute-Marne et la région Champagne-Ardenne.

## Géographie
Ce canton était organisé autour de Laferté-sur-Amance dans l'arrondissement de Langres. Son altitude  moyenne est de 296 m.

## Représentation

### Conseillers d'arrondissement (de 1833 à 1940)
| Période                                  | Période              | Identité                          | Étiquette   | Qualité |
| ---------------------------------------- | -------------------- | --------------------------------- | ----------- | --- |
| 1833                                     | 1848                 | Jean Jacques Ziegler-Pignard      |             | Propriétaire, négociant, maire de Soyers                                                                    |
|                                          |                      |                                   |             | |
| 1883                                     | 1895                 | Augustin Vogien                   | Droite      | Notaire à Laferté-sur-Amance                                                                                |
| 1895                                     | 1905 (décès)         | Pierre-Auguste Piquée (1841-1905) | Républicain | Négociant en velours, maire de Soyers (1884 à 1905)                                                         |
| Oct.1905                                 | 1909                 | Edmond Hugny                      | Radical     | Maire de Velles                                                                                             |
| 1909                                     | 1919                 | Dominique Bourgeois               | Radical     | Cultivateur, conseiller municipal et ancien maire d'Anrosey                                                 |
| 1919                                     | 10 fév. 1934 (décès) | Armand Meulle                     | Radical     | Propriétaire, vigneron, ancien maire de Voisey                                                              |
| 26 mars 1934                             | 1937                 | Victor Pougez (1867-1939)         | Radical     | Maire de Voisey, Président du Cercle républicain                                                            |
| 1937                                     | 1940                 | Séraphin Vauthrin                 | Radical     | Cultivateur et maréchal-ferrant à Voisey                                                                    |
| 1940                                     |                      |                                   |             | Les conseils d'arrondissement ont été suspendus par la loi du 12 octobre 1940 et n'ont jamais été réactivés |
| Les données manquantes sont à compléter. |                      |                                   |             | |

### Conseillers généraux de 1833 à 2015
| Période | Période      | Identité                    | Étiquette                  | Qualité |
| ------- | ------------ | --------------------------- | -------------------------- | --- |
| 1833    | 1845         | Denis Chauchard (1799-1875) |                            | Notaire, propriétaire à Langres                                                                                 |
| 1845    | 1871         | Hippolyte Chauchard         | Indépendant                | Fonctionnaire au Ministère de l'Instruction publique Député (1848-1851, 1852-1869)                              |
| 1871    | 1880         | Célestin Bernard            | Républicain                | Médecin, maire de Voisey                                                                                        |
| 1880    | 1893 (décès) | Pierre Barbot               | Républicain                | Propriétaire à Laferté-sur-Amance                                                                               |
| 1893    | 1909 (décès) | Célestin Bernard            | Républicain                | Médecin, maire de Voisey                                                                                        |
| 1909    | 1940         | Louis Pétiet                | Rad.                       | Propriétaire Maire de Laferté-sur-Amance Nommé conseiller départemental en 1943                                 |
|         |              |                             |                            | |
| 1945    | 1970         | André Bresson (1906-1975)   | Rad.                       | Marchand de bois Maire de Guyonvelle de 1944 à 1975                                                             |
| 1970    | 1986 (décès) | Jean Dapret                 | DVG puis DVD puis UDF-Rad. | Agriculteur Maire de Laferté-sur-Amance                                                                         |
| 1986    | 2008         | Christian Toussaint         | RPR puis DVD               | Médecin à Bourbonne-les-Bains Conseiller municipal de Voisey Conseiller régional                                |
| 2008    | 2015         | Jean-François Guéniot       | SE/DVG                     | Instituteur retraité Ancien Maire de Guyonvelle (1983-2008), Président de la Communauté de communes (2004-2013) |

## Composition
Le canton de Laferté-sur-Amance regroupait 11 communes et comptait 1 531 habitants (recensement de 1999 sans doubles comptes).
| Communes              | Population (2012) | Code postal | Code Insee |
| --------------------- | ----------------- | ----------- | ---------- |
| Anrosey               | 141               | 52500       | 52013      |
| Bize                  | 71                | 52500       | 52051      |
| Guyonvelle            | 120               | 52400       | 52233      |
| Laferté-sur-Amance    | 150               | 52500       | 52257      |
| Maizières-sur-Amance  | 123               | 52500       | 52303      |
| Neuvelle-lès-Voisey   | 119               | 52400       | 52350      |
| Pierremont-sur-Amance | 180               | 52500       | 52388      |
| Pisseloup             | 54                | 52500       | 52390      |
| Soyers                | 90                | 52400       | 52483      |
| Velles                | 94                | 52500       | 52513      |
| Voisey                | 389               | 52400       | 52544      |

## Démographie
| 1962  | 1968  | 1975  | 1982  | 1990  | 1999  | 2006  | 2009 |
| ----- | ----- | ----- | ----- | ----- | ----- | ----- | ---- |
| 2 245 | 2 424 | 2 042 | 1 853 | 1 646 | 1 531 | 1 463 | -    |